# 아프간 유나이티드 카불 FC
아프간 유나이티드 카불 FC(Afghan United Kabul Football Club)는 니자무딘 아르쉬가 창단한 아프가니스탄의 축구단이다. 현재 아프가니스탄 프리미어리그에 소속되어 있다.